# Joseph Gambles
Joseph Gambles né le 16 janvier 1982 à Burton upon Trent en Angleterre est un triathlète australo-britannique professionnel, vainqueur sur triathlon Ironman pour l'Australie et champion d'Europe longue distance 2008 pour la Grande-Bretagne.

## Biographie

### Jeunesse
Joseph Gambles né en Angleterre et déménage en Australie avec ses parents à l'âge de trois ans. D'un physique athlétique, il commence à courir à l'âge de cinq ou six ans dans un club local. Il participe à son premier triathlon à 13 ans et remporte la compétition. Il commence à s'entrainer sérieusement à l'âge de 15 ans, et rejoint un programme australien de détection et développement sportif. Il participe à sa première course professionnelle à l'âge de 16 ans en catégorie junior. Il remporte plusieurs victoires sur le circuit national et connait une première consécration en 2000, lorsqu'il finit second des championnats du monde dans la catégorie des 16-19 ans. Cette performance, lui vaut d’être nommé triathlète australien junior de l’année. De 2001 à 2004, il se focalise tout d’abord sur ses études et obtient une maitrise de commerce à l’université, mais participe toujours à des compétitions nationales notamment sur le circuit Triathlon Australia Accenture Series. Après l’obtention de ses diplômes scolaires, il se consacre uniquement au triathlon[réf. à confirmer].

### Carrière en triathlon
Joseph Gambles fait le choix de s'engager sur des courses longues distances, ces dernières n'autorisant pas l'aspiration-abri (drafting), un style de course qui lui convient mieux . Il participe dès lors à des compétitions du circuit Ironman 70.3 et Ironman. Il remporte pendant quatre années consécutives de 2011 à 2014, l'Ironman 70.3 de Boulder dans le Colorado. En 2008, il remporte les championnats d'Europe de triathlon longue distance et entame une série de dix podiums, dont neuf victoire sur distance half Ironman. Il participe à 29  ans à son premier championnat du monde d'Ironman à Kona ou il prend la 20e place du classement général. À l’âge de 32 ans et après 15 années de carrière, sous la direction son entraineur Neal Henderson, il se fixe des objectifs ambitieux pour la suite de sa carrière, visant des podiums sur les compétitions les plus prestigieuses.

## Palmarès
Le tableau présente les résultats les plus significatifs (podium) obtenus sur le circuit international de triathlon depuis 2008,.
| Année | Compétition                              | Pays       | Position           | Temps           | Nationalité sportive |
| ----- | ---------------------------------------- | ---------- | ------------------ | --------------- | -------------------- |
| 2019  | Ironman 70.3 Eagleman                    | États-Unis | Médaille d'or      | 3 h 17 min 8 s  |                      |
| 2019  | Ironman USA                              | États-Unis | Médaille d'argent  | 8 h 33 min 26 s |                      |
| 2018  | Ironman Boulder                          | États-Unis | Médaille d'or      | 8 h 13 min 16 s |                      |
| 2017  | Championnat du monde longue distance ITU | Canada     | Médaille de bronze | 5 h 26 min 23 s |                      |
| 2017  | Ironman Cairns                           | Australie  | Médaille d'argent  | 8 h 4 min 3 s   |                      |
| 2016  | Ironman 70.3 Boulder                     | États-Unis | Médaille d'or      | 3 h 41 min 37 s |                      |
| 2015  | Challenge Salou                          | Espagne    | Médaille d'or      | 3 h 39 min 0 s  |                      |
| 2014  | Ironman 70.3 Boulder                     | États-Unis | Médaille d'or      | 3 h 42 min 13 s |                      |
| 2013  | Ironman 70.3 Syracuse                    | États-Unis | Médaille d'or      | 4 h 2 min 58 s  |                      |
| 2013  | Ironman 70.3 Boulder                     | États-Unis | Médaille d'or      | 3 h 44 min 41 s |                      |
| 2013  | Championnat du monde Ironman 70.3        | États-Unis | Médaille de bronze | 3 h 56 min 55 s |                      |
| 2012  | Ironman 70.3 Timberman                   | États-Unis | Médaille d'or      | 3 h 48 min 30 s |                      |
| 2012  | Ironman 70.3 Boulder                     | États-Unis | Médaille d'or      | 3 h 44 min 4 s  |                      |
| 2011  | Championnat du monde longue distance     | États-Unis | Médaille d'argent  | 5 h 2 min 57 s  |                      |
| 2011  | Ironman 70.3 Port Macquarie              | Australie  | Médaille d'or      | 3 h 58 min 15 s |                      |
| 2011  | Ironman 70.3 Boulder                     | États-Unis | Médaille d'or      | 3 h 45 min 35 s |                      |
| 2010  | Ironman 70.3 Lake Stevens                | États-Unis | Médaille d'or      | 3 h 57 min 47 s |                      |
| 2010  | Ironman Wisconsin                        | États-Unis | Médaille d'or      | 8 h 38 min 32 s |                      |
| 2009  | Ironman 70.3 Vineman                     | États-Unis | Médaille d'or      | 3 h 49 min 18 s |                      |
| 2009  | Ironman 70.3 Lake Stevens                | États-Unis | Médaille d'or      | 3 h 56 min 36 s |                      |
| 2008  | Triathlon de Gérardmer XL                | France     | Médaille d'or      | 6 h 18 min 5 s  |                      |
| 2008  | Championnat d'Europe longue distance     | France     | Médaille d'or      | 6 h 18 min 5 s  |                      |
| 2006  | Triathlon de Gérardmer                   | France     | Médaille de bronze | 2 h 6 min 25 s  |                      |